# Pełki (Mazovie)
Pour les articles homonymes, voir Pełki.
Pełki (prononciation : [ˈpɛu̯ki]) est un village polonais de la gmina de Bieżuń dans le powiat de Żuromin de la voïvodie de Mazovie dans le centre-est de la Pologne.
Il se situe à environ 10 kilomètres au nord-est de Bieżuń (siège de la gmina), 13 kilomètres au sud-est de Żuromin (siège de powiat) et 108 kilomètres au nord-ouest de Varsovie (capitale de la Pologne).

## Histoire
De 1975 à 1998, le village appartenait administrativement à la voïvodie de Ciechanów.